# 安东尼奥·卡诺瓦斯·德尔卡斯蒂略
安东尼奥·卡诺瓦斯·德尔卡斯蒂略（西班牙語：Antonio Cánovas del Castillo）(1828年2月8日—1897年8月8日) ，西班牙政治家、历史学家。他是西班牙保守党的创始人，六次担任首相；1885年12月至1886年3月任众议院主席。卡诺瓦斯在19世纪80-90年代与自由党党首普拉克塞德斯·马特奥·萨加斯塔轮流执政。卡诺瓦斯是君主制的坚定支持者，希望通过渐进改革维护波旁王朝在西班牙的统治。

## 早年生活
卡诺瓦斯生于马拉加的一个知识分子家庭。他幼年学习成绩优异，对历史和人文学科最感兴趣。但在15岁那年父母去世，成为孤儿。此后他离开了在他父亲工作的学校担任助理的工作，并将他的学业与对新闻的热爱结合起来。在17岁时，他成为了当地报纸《青年马拉加报》的主编。卡诺瓦斯在马德里康普顿斯大学学习法律，那时他的伟大的政治和管理能力已经开始显露出来。1849年起，他在La Patria de Madrid周刊上发表戏剧评论。1850年起成为周刊编辑。同样在1849年4月，他加入了马德里雅典耀学院神庙，参加了七法全书的大师班。
从那时起，他展现出对西班牙历史研究的兴趣。在1851-1854年间，他完成了历史小说《韦斯卡坎帕纳：十二世纪编年史》（1852），《西班牙衰落史》（1854年）并写了一部关于埃博利公主的戏剧（未发表）。更重要的是，他的几篇文章被收录进《君主制历史纲要》中。

## 政治生涯
1854年西班牙第四次资产阶级革命时进入议会，参与起草曼萨纳雷斯宣言。在伊莎贝尔二世在位的最后几年中，他担任过各种职务，包括罗马的外交特使、加的斯省长、马拉加制宪会议主席等等。1864年首次担任内政大臣，1865年-1866年任殖民地大臣。1868年光荣革命后，西班牙第一共和国成立。他从政府退休，成为议会保守党的少数派领袖，支持波旁王朝复辟，强烈抨击普选和宗教自由。1874年他起草了桑赫斯特宣言并由阿方索王子公布，自己组织政府，成立保守党。

## 波旁王朝复辟
1874年12月，阿方索王子正式登基，是为阿方索十二世。此后，卡诺瓦斯政府的司法与恩典大臣曼努埃尔·阿隆索·马丁内斯制定了1876年宪法。1878年，他的政府废除了普遍参政而代之以有限制的选举权，以减少工人阶级的政治影响力。此外，他的政府取消了宗教信仰自由、集会和结社权以及报刊自由，规定军队不得参与政治。他通过向梵蒂冈和各宗教教团所提出的建议，调停了西班牙正统派党员和天主教徒之间的冲突。经济上采取保护性关税，1880年正式废除了奴隶制。在阿方索十二世国王和一位奥地利公主联姻以后，卡诺瓦斯对外竭力和德奥修好。1885年12月至1886年3月任众议院议长。

## 殖民地战争
到1880年代末，西班牙陷入了殖民地战争的泥潭，1895年3月，在古巴暴动（古巴独立战争）爆发后不久，卡诺瓦斯第六次担任首相，他宣称：“为了保住古巴，西班牙将付出他以后一个银币和最后一滴血。”准备派遣20万人到西印度群岛，执行他的不投降，不让步，不改革的政策。西班牙镇压古巴民族主义者的政策与美国发生冲突，最终在1898年爆发美西战争。

## 高压政策与遇刺

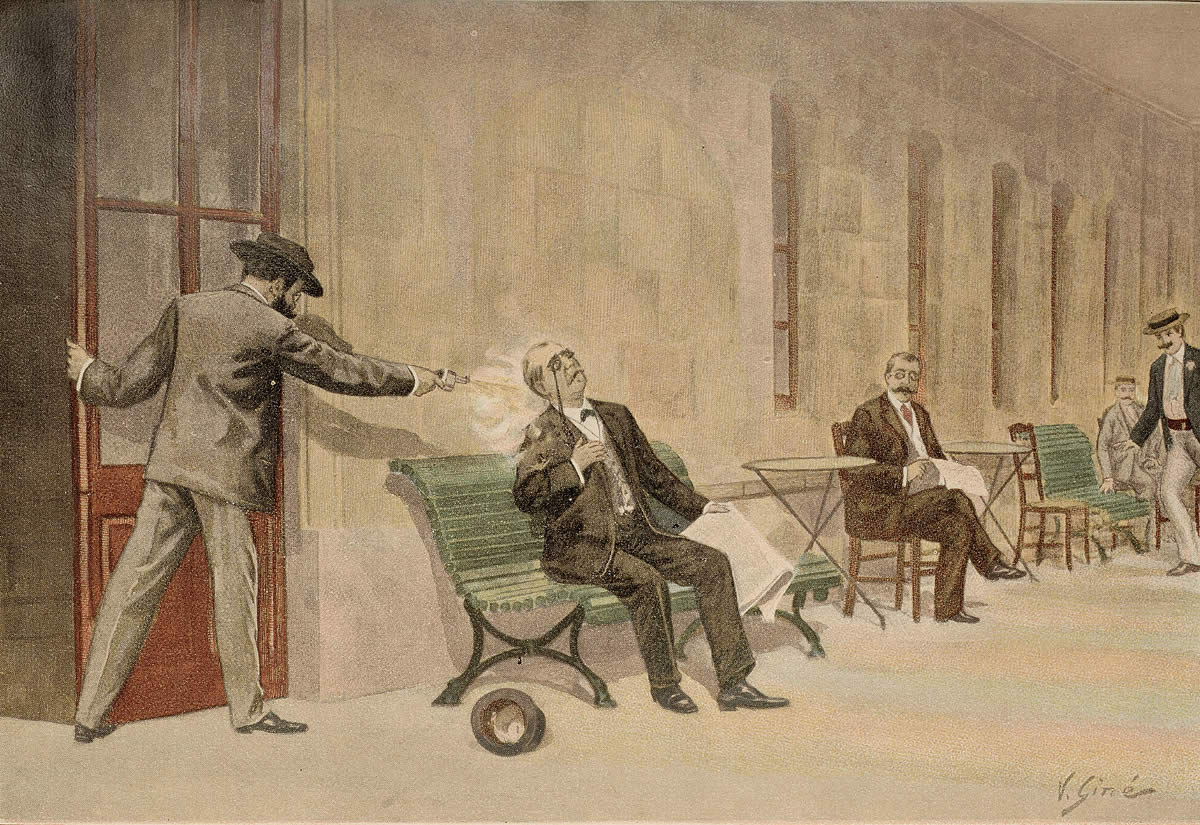
卡诺瓦斯首相遇刺

由于卡诺瓦斯政府对内实行高压政策，逮捕了许多工会会员和社会主义者，将他们投入巴塞罗那的Montjuïc监狱，许多人被迫害致死。
压迫的政策和政治操纵助长了在加泰罗尼亚和巴斯克省的民族主义运动，灾难性的殖民政策不仅导致剩余的太平洋和加勒比海的西班牙殖民地的丧失，还严重削弱了政府在国内的政治稳定，最终导致了君主政体的崩溃和卡诺瓦斯所制定的宪法的解体。
1897年8月8日，他被意大利无政府主义者米歇尔·安焦利洛（Michele Angiolillo）在吉普斯夸省蒙德拉贡圣塔阿圭达（Santa Águeda）的浴室枪杀，终年69岁，葬于马德里名人墓地。他因此没有活着看到西班牙在美西战争后失去了她最后的殖民地。

## 荣誉

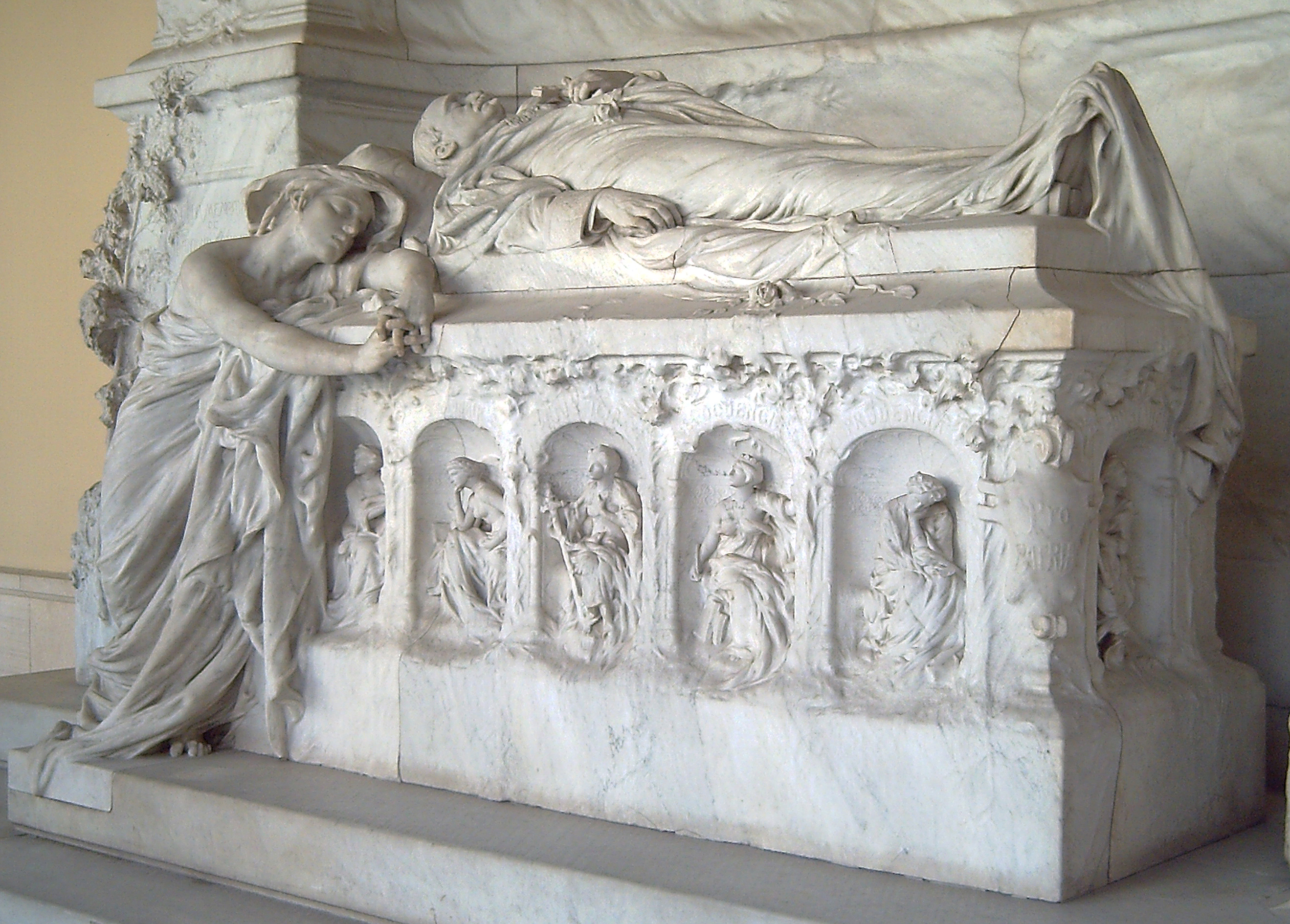
卡诺瓦斯的白色大理石陵墓，位于马德里的名人墓地（Panteón de Hombres Ilustres）.

- 西班牙皇家历史学会会员（1860）
- 西班牙皇家语言学院院士（1867）
- 皇家道德与政治科学院院士（1871）
- 皇家圣费尔南多美术学院院士（1887）

## 脚注
1. ↑  Karnow, Stanley (1989). "Antonio Canovas". In Our Image: America's Empire in the Philippines. Random House. ISBN 978-0394549750
2. ↑  .   [2022-10-07]. （原始内容存档于2022-06-14）.
3. ↑  Goldman, Emma. . .   [2014-09-27]. （原始内容存档于2015-03-22）.

## 延伸阅读
- Octavio Ruiz, "Spain on the Threshold of a New Century: Society and Politics before and after the Disaster of 1898," Mediterranean Historical Review (June 1998), Vol. 13 Issue 1/2, pp 7–27